# Белфаст (фільм)
«Белфаст» (англ. Belfast) — британський драматичний фільм, знятий Кеннетом Брана за власним сценарієм. У головних ролях: Джуді Денч, Джеймі Дорнан, Кіаран Хайндс, Катріна Балф та Джуд Хілл. Фільм отримав головний приз 46-го кінофестивалю в Торонто.

## Виробництво
У вересні 2020 року Джуді Денч, Джеймі Дорнан, Кіаран Хайндс, Каітріона Белфі та Джуд Хілл приєдналися до акторського складу фільму.
Знімальний період розпочався у вересні 2020 року.

## Сюжет
Фільм розповідає про життя сім'ї протестантів у Белфасті (Північна Ірландія) з погляду їх 9-річного сина Бадді на тлі заворушень у Белфасті, що відбувалися у 1969—1970 роках. Батько Бадді Па працює в Англії, а сім'я — мама, старший брат Вілл, бабуся та дідусь за батьківською лінією — живуть у Белфасті.
15 серпня 1969 року група протестантів влаштовує заворушення на вулиці, де мешкає Бадді, нападаючи на будинки місцевих католиків. У відповідь на це мешканці міста зводять на вулиці барикаду, щоб не допустити їхнього повернення. Па приїжджає додому з Англії, щоб перевірити, як живе сім'я. Сім'я відвідує церкву, де священник виголошує пафосну промову про розвилку двох доріг; ця риторика постійно осмислюється Бадді протягом усього фільму. У Бадді виникають почуття до однокласниці-католички Кетрін, і врешті-решт вони стають друзями.
Місцевий кримінальний авторитет та провокатор Біллі Клентон приходить до Па і вимагає його участі у справі; коли Па відмовляється, він стає агресивним і продовжує наполегливо діставати Бадді. Тим часом родина Бадді намагається розплатитися з боргами, що накопичилися. Па мріє про еміграцію до Сіднея чи Ванкувера, але ця перспектива викликає у мами невдоволення. Однак вона все ж таки хоче виїхати з Белфасту, оскільки національний конфлікт загострюється, а роботодавці батька пропонують підвищення по службі та безкоштовний будинок в Англії. Батьки намагаються обговорити це питання з хлопчиками, але Бадді влаштовує істерику, не бажаючи залишати Белфаст.
Бадді та дівчина, на ім'я Мойра крадуть шоколадні цукерки з магазину солодощів. На допиті Бадді не називає поліцейському імена своїх спільників. Після цього Мойра вербує Бадді у місцеву банду, яка бере участь у пограбуванні супермаркету. Бадді змушують взяти коробку прального порошку, після чого він повертається додому. Мама лає його і змушує Бадді та Мойру повернутися до супермаркету і повернути вкрадене. З'являється Біллі й бере їх у заручники, щоб утекти від поліції. Па, Вілл та армія прибувають на місце заворушень. В результаті починається протистояння з Біллі, який намагається влаштувати перестрілку, проте Па та Віллу вдається його знешкодити. Поліція заарештовує Біллі, який присягається помститися.
Розуміючи, що у Белфасті їм більше залишатися небезпечно, сім'я вирішує поїхати до Англії. Перед від'їздом Бадді прощається з Кетрін і в розмові з батьком каже, що міг би будувати з нею стосунки, хоч вона є католичкою. Па відповідає, що цей аспект немає значення. Бабуся спостерігає за тим, як сім'я сідає в автобус, що прямує до порту.

## В ролях
- Джуд Хілл — Бадді
- Каітріона Белфі — "Ма", мати Бадді
- Джеймі Дорнан — "Па", батько Бадді
- Джуді Денч — бабуся Бадді
- Кіаран Гайндс — дідусь Бадді
- Колін Морган — Біллі Клентон
- Льюїс МакЕскі — Вілл, старший брат Бадді

## Оцінки
На Rotten Tomatoes фільм має рейтинг 87%, заснований на 240 рецензіях, із середньою оцінкою в 7.8/10 балів. Консенсус критиків говорить: «Глибоко особистий проєкт для режисера та сценариста Кеннета Брани, „Белфаст“ долає недоліки своєї розповіді завдяки сильному акторському складу та майстерності режисера». На Metacritic фільм має середню оцінку 77 зі 100 балів з урахуванням 45 рецензій критиків, що означає «загалом позитивні відгуки».

## Нагороди та номінації
Американська кіноакадемія оголосила номінантів на здобуття премії "Оскар" у 2022 році. Так фільм "Белфаст" потрапив у номінацію в наступних категоріях: Кращий фільм, Найкращий режисер, Найкращий актор другого плану, Найкраща акторка другого плану, Найкращий оригінальний сценарій, Найкращий монтаж. 
Національна рада кінокритиків США включила «Белфаст» до списку 10 найкращих фільмів 2021 року. Картина отримала сім номінацій на 79-й церемонії вручення премій «Золотий глобус», включаючи номінацію «Найкращий фільм — драма», та одинадцять номінацій на 27-й премії «Вибір критиків», включаючи номінацію «Найкращий фільм»., 